# 5B busz (Sopron)
A soproni 5B jelzésű autóbusz Ipar körút, vámudvar és Jereván lakótelep végállomások között közlekedik.

## Története
Az 5B járat csak tanítási munkanapokon reggel közlekedik, az Ipar körútra 5A jelzéssel érkezik meg.
 2015. december 13-tól a járat az autóbusz-állomás helyett már a Jereván lakótelepig jár.
 Alapjárata, az 5-ös busz a Jereván lakótelepről indul, és az Ógabona tér – Csengery utca útirányon át az Ipar körút, AWF kft-ig, míg betétjárata, az 5A jelzésű busz pedig csak a vámudvarig közlekedik.
 Az 5Y jelzésű busz az autóbusz-állomás után a Patak utca–84. sz. főút–Híd utca útvonalon közlekedik a Csengery utca, kórház megállóhelyig, majd onnan alapjáratával azonos útvonalon halad tovább az Ipar körút, AWF kft.-ig.
 Az 5T jelzésű autóbusz vonalán integrálásra került e helyi és a helyközi közlekedés, amely szerint 2013. december 15-től a vonalat a Sopron–Győr között közlekedő helyközi autóbuszok szolgálják ki, amelyek a soproni autóbusz-állomás és az AlphApark között helyi utazásra is igénybe vehetők.
 2015. december 12-ig a 4, 5, 5A, 5B jelzésű autóbuszok a jelenlegi Ógabona tér helyett, a Jereván lakótelep irányában a Várkerületen át közlekedtek, és az ottani megállóhelyeken álltak meg. Az útvonalak módosítására az új várkerületi ütemes menetrend kialakítása miatt volt szükség, amelybe ezen járatokat nem lehetett beilleszteni.

## Útvonal
| Ipar körút, vámudvar → Jereván lakótelep |
| --- |
| Ipar körút, vámudvar végállomás – Ipar körút – Győri út – 84. sz. főút – Szélső utca – Hosszú utca – Pihenőkereszt utca – Töpler Kálmán utca – Balfi út – Híd utca – Fapiac utca – Kőfaragó tér – Magyar utca – Ötvös utca – Várkerület – Széchenyi tér – Petőfi tér – Ógabona tér – Lackner Kristóf utca – Teleki Pál út – IV. László király utca – Jereván lakótelep végállomás |

## Megállóhelyek
| Távolság (km) | Idő (perc) | Megállóhely neve                       | Átszállási lehetőségek | Fontosabb nevezetességek, helyek, áruházak és intézmények a közelben |
| ------------- | ---------- | -------------------------------------- | --- | --- |
| 0             | 0          | Ipar körút, vámudvar                   | 4, 5, 5A, 5Y | Vám- és Pénzügyőri Hivatal Soproni Szolgálati Hely |
| 0,5           | 1          | Ipar körút, TESCO áruház               | 4, 5, 5A, 5T, 5Y, 22 Helyközi és távolsági autóbuszjáratok | AlphApark bevásárlóudvar Family Center bevásárlóudvar TESCO áruház Aldi áruház OBI áruház Mömax áruház Burger King étterem KFC étterem                                                          |
| 0,8           | 2          | Győri út, AlphApark                    | 4, 5, 5A, 5T, 5Y, 22 Helyközi és távolsági autóbuszjáratok | AlphApark bevásárlóudvar Family Center bevásárlóudvar TESCO áruház Aldi áruház OBI áruház Mömax áruház Burger King étterem KFC étterem                                                          |
| 2,8           | 7          | Töpler Kálmán utca                     | 14, 14B, 15, 15A | |
| 3,2           | 8          | Balfi út, autószalon                   | 14, 14B, 15, 15A | |
| 3,9           | 9          | Anger-rét, sporttelep                  | 14, 14B, 15A | Anger réti sporttelep |
| 4,2           | 10         | Balfi út, evangélikus temető           | 14, 14B, 15A | Evangélikus temető |
| 4,7           | 12         | Híd utca, Balfi út                     | 5Y, 7, 7A, 7B, 7T, 13, 13B, 14, 14B, 15, 15A, 27, 27A, 27B, 27T, 27Y, 33                                                                                                   | Soproni Szent Kereszt kápolna |
| 5,2           | 13         | Fapiac                                 | 5Y, 7, 7A, 7B, 7T, 11A, 11Y, 13, 13B, 14, 14B, 15, 15A, 27, 27A, 27B, 27T, 27Y, 33                                                                                         | Szent István park Soproni Szent István Plébánia |
| 5,9           | 15         | Várkerület, Ötvös utca                 | 1, 2, 3Y, 4, 5, 5A, 5T, 7, 7A, 7B, 7T, 10, 10B, 11, 11A, 11B, 11Y, 12, 12B, 13B, 14, 14B, 15, 15A, 27, 27A, 27B, 27T, 27Y, 32, 33                                          | Liszt Ferenc Konferencia- és Kulturális Központ Soproni Petőfi Színház Posta Soproni Szent Júdás Tádé-templom SOE Lámfalussy Sándor Közgazdaságtudományi Kar Európa leghosszabb tere – Deák tér |
| 6,6           | 17         | Ógabona tér, Újteleki utca             | 1, 2, 3Y, 4, 5, 5A, 5T, 7, 7A, 7B, 7T, 10, 10B, 11Y, 12, 12B, 13, 14, 14B, 15, 15A, 32, 33                                                                                 | Tűztorony Városháza Szentháromság-szobor Szent György-templom |
| 7,1           | 19         | Lackner Kristóf utca, autóbusz-állomás | 1, 2, 3, 3Y, 4, 5, 5A, 5T, 5Y, 7, 7A, 7B, 7T, 8, 10, 10B, 11Y, 12, 12B, 13, 13B, 14, 14B, 15, 15A, 17, 21, 27, 27A, 27B, 27T, 32, 33 Helyközi és távolsági autóbuszjáratok | Soproni autóbusz-állomás Soproni Rendőrkapitányság Káposztás utcai Stadion INTERSPAR áruház Vásárcsarnok                                                                                        |
| 7,7           | 20         | Teleki Pál út 2.                       | 1, 2, 3Y, 5, 5A, 5Y, 7, 7A, 7B, 7T, 10, 10B, 11Y, 12, 12B, 13, 13B, 17, 27, 27A, 27B, 27T                                                                                  | McDonald’s étterem Sopron Pláza Káposztás utcai Stadion Ibolya-tó |
| 8,2           | 21         | IV. László király utca 5.              | 3Y, 5, 5A, 7, 7A, 7B, 7T, 10, 10B, 11, 11A, 11B, 27, 27A, 27B, 27T, 27Y | Posta Soproni Szakképzési Centrum Fáy András Két Tanítási Nyelvű Közgazdasági Technikum |
| 8,7           | 23         | Jereván lakótelep                      | 1, 2, 5, 5A, 5Y, 7, 7B, 7T, 10, 10B, 11, 11B, 11Y, 12, 12B, 13, 17, 27, 27A, 27B, 27T                                                                                      | Helyi buszvégállomás |